# 知念英和
知念英和（日语：／ Chinen Hidekazu；2005年3月19日—）是日本男歌手、舞者、演員。出身自沖繩縣，星塵傳播製作1部所屬，EBiDAN的成員，也是EBiDAN研究生團體EBiDAN NEXT的成員。

## 經歷
在2021年9月由星塵傳播主辦的第2屆「スター☆オーディション」中成為了決賽入圍者，並以此為契機加入了星塵傳播。2022年5月，在HMV&BOOKS心齋橋舉辦的「EBiDAN NEXT – Road to エビネク夏フェス」活動中首次登台亮相。
在2024年主演朝日電視台播放的特攝電視劇《假面騎士GAVV》中的主角生真・史托瑪克/假面騎士GAVV。

## 人物
- 興趣是聽音樂、唱歌、跳舞、電影鑑賞、話劇鑑賞、讀書、肌肉鍛鍊[2]。
- 特技是舞蹈、數字、羽毛球、游泳[2]。

## 作品列表

### 電視劇
- 火星-零的革命-（2024年1月23日 - 3月19日、朝日電視台） - 飾演 西久保瑛多
- 假面騎士系列（朝日電視台）
  - 假面騎士GOTCHARD 最終話（2024年8月25日） - 飾演 生真 / 假面騎士GAVV
  - 假面騎士GAVV（2024年9月1日 - ） - 主演 生真・史托瑪克 / 假面騎士GAVV[1]

### 電影
- 假面騎士GOTCHARD The Future Daybreak（2024年7月26日、東映） - 飾演 生真 / 假面騎士GAVV[1]

## 公演
- EBiDAN NEXT - Road to "エビネク夏フェス"in HMV&BOOKS SHINSAIBASHI （2022年5月4日）
- EBiDAN NEXT - Road to "エビネク夏フェス" in仙台darwin （2022年5月29日）
- EBiDAN NEXT - Road to "エビネク夏フェス" in shibuya eggman （2022年6月5日）
- EBiDAN NEXT FESTIVAL 2022 SUMMER （2022年8月5日）